# Noureddine Mezni
Pour les articles homonymes, voir Mezni.
Noureddine Mezni, né le 31 mars 1950 à Tunis, est un journaliste tunisien.

## Biographie
Diplômé de l'Institut de presse et des sciences de l'information de Tunis, Mezni est, dans les années 1970, l'un des présentateurs vedettes du journal télévisé de la télévision tunisienne, avant de rejoindre l'Organisation de la conférence islamique (OCI) basée à Djeddah, en mars 1980, en qualité de chargé de mission au cabinet du secrétaire général Habib Chatti.
Durant ses vingt ans au sein de l'OCI, il occupe successivement les fonctions de représentant adjoint de l'OCI auprès des Nations unies à New York (septembre 1985-septembre 1987), de directeur adjoint de l'information (mars 1987-juin 1991), de directeur des relations publiques, de la communication et du protocole (mars 1991-octobre 1998), de conseiller et porte-parole, puis de directeur des affaires administratives et financières (octobre 1998-avril 2000). 
De retour à Tunis, Noureddine Mezni est nommé secrétaire général du Conseil supérieur de la communication (avril 2000-décembre 2004), avant d'être désigné porte-parole de la mission des Nations unies au Darfour (UNAMID) en janvier 2005. 
En août 2010, le secrétaire général de l'Organisation de la presse africaine, Nicolas Pompigne-Mognard, salue sa nomination à la fonction de porte-parole du président de la Commission de l'Union africaine, Jean Ping.
Noureddine Mezni est fait officier de l'Ordre de la République en août 1996. Il est marié et père de quatre enfants.